# Virus Bulletin
Virus Bulletin è una rivista inglese di informatica sul malware e sullo spam.

## Storia editoriale
La sede è a Sophos nel Regno Unito. Regolarmente pubblica analisi delle più recenti minacce virus, articoli che esplorano i nuovi sviluppi nella lotta contro i virus, interviste ad autori di antivirus e valutazioni sugli attuali prodotti anti-malware. Tecnici esperti da tutte le più grandi case di antivirus hanno scritto articoli per la rivista, che anche conduce approfondite verifiche comparative della rilevazione di programmi antivirus.
Ai prodotti che riescono a rilevare il 100% dei virus senza falsi allarmi viene conferito il premio VB100%. La rivista tiene una conferenza annuale (alla fine di settembre o all'inizio di ottobre) che è l'evento principale dell'industria degli antivirus. Le società di sicurezza e le imprese si incontrano per discutere delle ultime minacce e delle presentazione delle capacità delle società.